# Nathalia Dill
Nathalia Goyannes Dill Orrico (Rio de Janeiro, 24. ožujka 1986.) je brazilska glumica.

## Vanjske poveznice
- Nathalia Dill u internetskoj bazi filmova IMDb-u (engl.)